# 西尾忠尚
西尾 忠尚（にしお ただなお）は、江戸時代中期の大名。遠江横須賀藩の第2代藩主。横須賀藩西尾家5代。

## 生涯
元禄2年（1689年）、初代藩主西尾忠成の四男として生まれる。元禄9年（1696年）9月21日に世子となる。元禄16年12月21日（1704年）に従五位下、播磨守に叙任する。正徳3年（1713年）7月23日、父の隠居により家督を継ぎ、8月7日に隠岐守に転任する。
享保17年（1732年）3月15日、奏者番と寺社奉行を兼任という形で任命された。享保19年（1734年）9月25日に若年寄に任じられる。延享2年（1745年）9月1日、遠江国において5000石を加増され、9月28日に従四位下に昇叙した。延享3年（1746年）5月15日から延享4年（1747年）まで老中を務めた。延享3年（1746年）9月1日には侍従に叙任される。
寛延2年（1749年）12月15日、遠江において5000石を加増され、横須賀藩は3万5000石の大名となる。
宝暦元年（1751年）からも老中を務めたが、在職中の宝暦10年（1760年）3月2日に病に倒れ、回復することなく3月10日に江戸辰の口にて死去した。享年72。跡を養子の忠需が継いだ。

## 系譜
父母
- 西尾忠成（父）
- 小沢氏 ー 側室（母）

正室
- 京極辨子 ー 京極高豊の次女

養子
- 西尾忠需 ー 京極高或の次男

## その他
静岡県掛川市横須賀で4月第1週に行われる祭礼である遠州横須賀三熊野神社大祭は、幕府の要職を歴任して江戸暮らしが長かった忠尚が、江戸の文化を横須賀に伝えて始まったものである。